# Андрушівка (Вінницький район)
Андру́шівка (також Андруші́вка) — село в Україні, у Погребищенській міській громаді Вінницького району Вінницької області. До 2020 центр сільської ради. Розташована за 23 км від центру громади, за 6 км від залізничної станції Андрусове. Населення становить 1104 особи.

## Географія
Село займає площу 0,311 км². Біля села бере початок річка Роська, права притока Росі (басейн Дніпра).

## Історія
За даними «Географічного словника Королівства Польського й інших країв» (1880), село було засноване у XV столітті за 1 км від його теперішнього положення й було зруйновано під час загарбницьких війн поляків.
За даними Л. Похилевича, у середині XIX століття в селі побутували перекази, за якими село спочатку, до руйнування, знаходилося на іншому місці, за урочищем Кучегори, де й у середині XIX століття можна було побачити залишки колишнього поселення — якийсь великий льох, битий глиняний посуд. У середині XIX століття на тому місці було церковне поле. В той час мешканці Андрушівки показували місце, де був двір й будинок хазяїна, якого, буцімто, звали Кучогорським чи Кучогором. Один з синів Кучогорського на ім'я Андрій, або Андрусь, за переказами мешканців, переніс село на теперішне місце й назвав його за своїм іменем.
У 1719 році в селі було побудовано дерев'яну церкву, руїни якої збереглися до початку XXI століття й були розібрані у 2005 році.[джерело?] У першій половині XVIII століття Андрушівка належала до маєтностей князя Януша-Олександра Любартовича Санґушки. Пізніше селом володів Шембек — родич Санґушків. В кінці XVIII століття село купив Фортунат Якубовський, а у 1830 році воно дісталося у спадок його дочці Дороті Колисковій, а нею віддано як придане її дочці Олені Бенедиктовні, яка вийшла заміж за Станіслава Тишкевича. Село стало їхньою резиденцією. Поміщикам Тишкевичам належали й інші села. Поміщики були католиками.
У 1845 році біля села було влаштовано невеличку цукроварню, де виготовляли цукор-пісок. У 1878 році на цукроварні було вироблено 35800 пудів цукру.
У 1864 році в селі проживало 1417 мешканців обох статей, з них 26 осіб були католиками. Село мало 2520 десятин землі. В селі була дерев'яна церква, побудована 1719 року, їй належало 40 десятин землі, на якій був в тому числі й ліс. У 1864 році через село проходила поштова дорога з Липовця до Сквири, але поштова станція знаходилася не в селі, а біля сусіднього села Васильківці, за 5 верств від Андрушівки. Біля села було кілька стародавніх могил. Село було відоме своїми садами.
У XIX столітті село було центром Андрушівської волості Липовецького повіту Київської губернії, тут знаходилося волосне правління.
У 1900 році в селі було 430 дворів, тут проживало мешканців обох статей 2192 особи, з них чоловіків — 1108, жінок — 1084. Головним зайняттям селян було хліборобство. Помітне місце в господарстві селян займало вирощування овочів (фруктів). Село було за 1 верству від залізничної станції Погребище (тепер Погребище I), поштово-телеграфна станція була у місті Липовець, поштова (земська) — в Андрушівці. В селі лічилося землі 1995 десятин, з них належало поміщикам 825 десятин, церкві — 50 десятин, селянам — 1120 десятин. Село відносилося до категорії власницьких сіл і належало М. С. Ташкевичу. Господарство в маєтку вів сам поміщик за трипільною системою, як й селяни. В селі була 1 православна церква, 1 однокласна мінистерська школа, 5 кузень, 6 вітряків, 1 винна крамниця. Пожежний обоз складався з 6 діжок, 6 гаків, 2 драбин і 4 відер.
Село постраждало від насильницької колективізації та розкуркулення. У 1930 році з села було депортовано 2 двори. Під час Голодомору 1932—1933 років, вчиненого радянською владою, у селі загинула велика кількість людей. В книзі «Національна книга пам'яті жертв Голодомору 1932—1933 років в Україні» згадано імена 33 осіб (данні 2008 року).
Під час Другої світової війни у липні 1941 року село як й інші села Погребищенського району було окуповане німецько-фашистськими військами. Тут діяв партизанський загін ім. Кірова. За радянськими даними, у жовтні 1941 року в селі Андрушівці та в селах Плискові і Спичинцях гестапівці заарештували близько 700 чоловіків, жінок і дітей, яких групами виводили в ліс в урочище Хрузинівка і розстрілювали. Червоною армією село було зайняте 4 січня 1944 року.
На початку 1970-х років в селі була розміщена центральна садиба колгоспу ім. Калініна. В користуванні колгоспу було 4062 га землі, у тому числі 2846 га орної. Виробничий напрям був рільничо-тваринницький. В Андрушівці була 8-річна школа, будинок культури, бібліотека.
12 червня 2020 року, відповідно до розпорядження Кабінету Міністрів України № 707-р «Про визначення адміністративних центрів та затвердження територій територіальних громад Вінницької області», увійшло до складу Погребищенської міської громади.
19 липня 2020 року, в результаті адміністративно-територіальної реформи та ліквідації Погребищенського району, село увійшло до складу Вінницького району.

## Населення
За даними перепису 2001 року кількість наявного населення села становила 1112 осіб, із них 98,46 % зазначили рідною мову українську, 1,27 % — російську, 0,09 % — білоруську, 0,18 % — молдовську.
| Рік            | ~1864 | 1897 | ~1900 | ~1972 | 1989 | 2001 |
| -------------- | ----- | ---- | ----- | ----- | ---- | ---- |
| Кількість осіб | 1417  |      | 2192  | 2056  | 1305 | 1112 |

## Транспорт
Зупинний пункт Андрусове отримав назву від села у зміненому вигляді, бо на момент побудови залізниці Козятин — Умань одна станція Андрушівка вже була.

## Пам'ятки

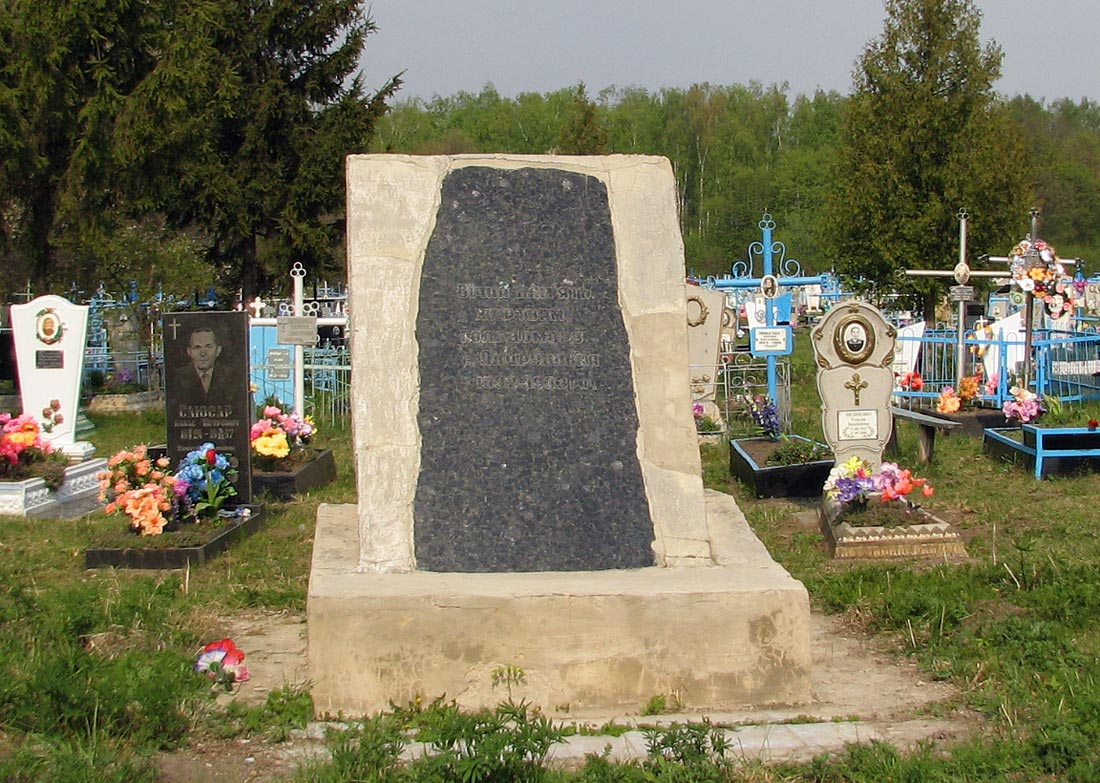
Пам'ятник жертвам Голодомору на Андрушівському цвинтарі

В селі зберігся — в зруйнованому вигляді — палац Тишкевичів, що був побудований наприкінці 18 — початку 19 століть і є пам'яткою архітектури національного значення.
У північній частині кладовища — могила Баринова Г. В., командира військ НКВС. Ще з часів радянщини вона є пам'яткою історії місцевого значення. Тут також розташована Братська могила 263 воїнів Радянської Армії, загиблих при обороні та звільненні села. Облаштовані у 1975 році. В селі також є Пам'ятник 213 воїнам-односельчанам, загиблим на фронтах Великої Вітчизняної війни, який встановлено у 1985 році біля клубу.
На південь від села при археологічних розкопках виявлено поселення трипільської культури IV—III тис. до н. е. Неподалік також виявлено поселення черняхівської культури II—IV ст. н. е.
Замок Кучогорських, пізніше перебудований Михайлом Тишкевичем. [джерело?]
В селі була дерев'яна церква побудована 1719 року, розібрана 2005 року.
На кладовищі встановлено пам'ятник в пам'ять про односельчан-жертв голодомору 1932—1933 років.

### Палац Тишкевичів
У кінці XVIII – на початку XIX ст. у Андрушівці збудовано палац у формах класицизму, цегляний, асиметричний, складний у плані.
Західна частина палацу була оформлена пілястрами іонічного ордера і увінчана фронтоном з гербом власників у тимпані. 
З обох боків до палацу примикали низькі бокові крила. 
Палац розміщений посеред пейзажного парку. У ньому зберігалися цінні зібрання Тишкевичів: бронза, декоративна порцеляна, гобелени, картинна галерея і бібліотека, яка складалася переважно з рідкісних видань.
У радянський період в палаці містилася сільрада, потім склад мінеральних добрив.
Палац перебуває на державному обліку як пам’ятка архітектури та містобудування національного значення.
Нині палац – майже суцільна руїна. Стіни ще стоять, на деяких можна побачити залишки декору. Перекриття майже відсутні.

## Відомі люди
У селі народилися:
- Пипа Петро Васильович — український художник.
- Єрофеїв Іван Федорович (1882—1953) — письменник, історик, літературознавець, етнограф і фольклорист.
- Заянчковський Іван Пилипович (1917—2010) — біолог-зоолог, письменник-натураліст і професор.
- Каневський Олексій Пилипович (1902—1998) — радянський економіст, помічник 1-го секретаря ЦК КП(б)У.
- Мовчанюк Володимир Сергійович (1983—2020) — молодший сержант ЗСУ, загинув на Донбасі при захисті Вітчизни.
- Речмедін Валентин Остапович (1916—1986) — письменник і журналіст.
- Речмедін Іван Остапович (1922—1987) — фізико-географ і доцент Київського національного університету імені Тараса Шевченка.
- Речмедін Леонід Остапович (1912—1981) — радянський журналіст, помічник 1-го секретаря ЦК КПУ. Кандидат у члени ЦК КПУ.
- Тишкевич Михайло Станіславович (1867—1930) — граф, український дипломат, публіцист, митець і меценат.

## Виноски
1. 1 2 3 4 5  Андрушівка. // Історія міст і сіл Української РСР. Вінницька область. — К. : Головна редакція УРЕ АН УРСР, 1972. — 630 с. — 15 000 прим. — С.528.
2. 1 2  Облікова картка с. Андрушівка. rada.gov.ua. Верховна Рада України. Архів оригіналу за 4 листопада 2018. Процитовано 31 жовтня 2018.
3. 1 2 3  Andruszówka // Słownik geograficzny Królestwa Polskiego. — Warszawa : Druk «Wieku», 1880. — Т. I. — S. 35. (пол.)
4. 1 2 3 4 5 6 7  Л. Похилевич. Сказанія о населенныхъ мѣсностях Кіевской губерніи. — Кіевъ, въ тіпографіи Кіевопечерской лавры. — 1864. — С. 304—305. (рос.)
5. 1 2 3 4  Список населенных мест Киевской губернии [Архівовано 10 вересня 2018 у Wayback Machine.]. / Издание Киевского губернского статистического комитета. — К., 1900. — 1976 с. — С. 862. (рос. дореф.)
6. ↑  Шаталіна Є. П. Селянські виселки під час колективізації в Україні (1928—1932 рр.) / Є. П. Шаталіна; НАН України, Ін-т історії України. — Київ: [Ін-т історії України НАН України], 1997. — 67, [1] с. — (Історичні зошити). — c. 56
7. ↑  Національна книга пам'яті жертв Голодомору 1932—1933 років в Україні. Вінницька область. — Вінниця. — ДП «ДФК». — 2008. — 1360 с.: карта, фото. — С. 541. ISBN 978-966-7151-87-4
8. ↑  Андрушівка. Peakware.com. Архів оригіналу за 4 листопада 2018. Процитовано 13 жовтня 2018. [Архівовано 4 листопада 2018 у Wayback Machine.]
9. 1 2  Вінниччина в період Великої вітчизняної війни 1941—1945 рр. Хроніка подій. — К.: Наукова думка, 1965. — С. 23, 48.
10. ↑  Кабінет Міністрів України - Про визначення адміністративних центрів та затвердження територій територіальних громад Вінницької області. www.kmu.gov.ua (ua) . Архів оригіналу за 4 березня 2021. Процитовано 31 жовтня 2021.
11. ↑  Постанова Верховної Ради України від 17 липня 2020 року № 807-IX «Про утворення та ліквідацію районів»
12. 1 2  Кількість наявного населення по кожному сільському населеному пункту, Вінницька область. // Кількість та територіальне розміщення населення. ukrcensus.gov.ua. Архів оригіналу за 31 липня 2014. Процитовано 3 жовтня 2018. [Архівовано 31 липня 2014 у Wayback Machine.]
13. ↑  Розподіл населення за рідною мовою, Вінницька область (у % до загальної чисельності населення). // Національний склад населення, мовні ознаки, громадянство. ukrcensus.gov.ua. Архів оригіналу за 31 липня 2014. Процитовано 3 жовтня 2018. [Архівовано 31 липня 2014 у Wayback Machine.]
14. ↑  Кількість наявного та постійного населення по кожному сільському населеному пункту, Вінницька область. // Кількість та територіальне розміщення населення. ukrcensus.gov.ua. Архів оригіналу за 31 липня 2014. Процитовано 3 жовтня 2018. [Архівовано 31 липня 2014 у Wayback Machine.]
15. 1 2 3  Каталог-довідник: Пам'ятки історії та культури України. Зошит 5. Вінницька область [Архівовано 7 жовтня 2018 у Wayback Machine.] / НАН України. Інститут історії України; Центр досліджень історико-культурної спадщини України. — К., 2015. — 482 с. — С. 335—336. [Електронний ресурс]
16. ↑  Палац Тишкевичів у Андрушівці безславно зникає з карти архітектурних пам`яток України // urban.vn.ua, 2014 
 Л. Томілович. Історичні садиби Вінницької області